# Pietro Vinci
Pietro Vinci (Nicosia, 1535 – Nicosia, giugno 1584) è stato un compositore e madrigalista italiano.
Siciliano di Nicosia, pare ebbe la sua prima erudizione presso i musicisti operanti alla corte dei Moncada, conti di Caltanissetta. Intorno al 1560 lasciò la Sicilia per cercare fortuna nel continente. Risiedette a Napoli, Livorno e Milano, quindi si stabilì a Bergamo dove fu maestro di cappella in Santa Maria Maggiore; qui si sposò ed ebbe famiglia. Tornato in Sicilia intorno al 1581, fu dapprima nella sua città natale, quindi fu chiamato, negli ultimi anni della sua vita, a dirigere i cori di cappella a Piazza, città di Antonio il Verso, suo più illustre discepolo, e a Caltagirone. Morì a Nicosia o forse a Piazza Armerina poco dopo il 15 giugno 1584.
Diede alle stampe varie opere: un libro di ricercari a due voci, sei libri di mottetti (a cui si aggiunge il Secondo libro de mottetti e ricercari a tre voci fatto stampare postumo da Antonio il Verso) e due di messe, oltre a tredici libri di madrigali.
Pietro Vinci è oggi considerato uno dei capostipiti della Scuola Polifonica Siciliana.